# Mesascalaphus yangi
Mesascalaphus yangi (лат.) — вид вымерших насекомых из семейства Mesochrysopidae отряда сетчатокрылых, типовой и единственный в роде Mesascalaphus. Обнаружен в меловых отложениях Азии. Китай (Liaoning).
Ширина тела 4,5 мм, размер переднего крыла 35,0×8,0 мм (заднего — 34,0×7,0 мм).
Вместе с ископаемыми видами аскалафов, такими как Ululodes paleonesia, Ascaloptynx oligocenicus, Borgia proavus, Neadelphus protae, Prosuhpalacsa biamoensis, Ricartus edwardsi и Amoea electrodominicana, являются одними из древнейших представителей сетчатокрылых, что было показано в ходе ревизии палеофауны группы в 2007 году американскими палеоэнтомологами Майклом Энджелом (Engel M.) и Дэвидом Гримальди (Grimaldi D. A.).